# هاوي مانديل
هوارد مايكل «هاوي» مانديل (بالإنجليزية: Howard Michael Mandel)‏ يعرف بأسمه هاوي مانديل (ولد في 29 نوفمبر 1955 في نورث يورك) كندي الجنسية كوميدي-الوقوف، مذيع تلفزيوني وممثل. عرفُ بأنه مذيع في قناة أن بي سي بعرض الألعاب ديل أو نو ديل، قبل مسيرته كمذيع في عرض الألعاب. مانديل أيضاً كانت لهُ أدوار تمثيل في أن بي سي في مسلسلات عدة. في 6 يونيو 2009, قدم عرض جيم شو أواردز 2009 في جي أس أن. بعدها مانديل أصبح حكم ببرنامج أن بي سي أميركا قوت تالينت بأستبدال ديفيد هاسلهوف، في موسمه الخامس من مسابقة المواهب ليستلم طاولة الحكام. كان داعماً لشخصية في عام 2000 فيلم تريبوليشن

## الحياة الشخصية
ولد مانديل في ويلوديلَ، تورونتو بمنطقة تورونتو، أونتاريو، كندا. عائلته يهودية وهو قريب أسحاق بيرلمان. والده كان ساحراً ويكنى غريم فانداغو. بعد حصوله على طرد من المدرسة بسبب أنتحال هجنَ مانديل أصبح صبي ملمع أحذية من شأنه أن يفتتح عملاً ساحراً في مجاله. كان كوميدياً-الوقوف في ياك ياك في تورونتو وبحلول سبتمبر 1978 كان لديه حجز لمدة أسبوع لدور بارز. على أنه «هوس البرية ومجنون حدودي.»

## روابط خارجية
- هاوي مانديل على موقع IMDb (الإنجليزية)
- هاوي مانديل على موقع ميوزك برينز (الإنجليزية)
- هاوي مانديل على موقع إن إن دي بي (الإنجليزية)
- هاوي مانديل على موقع ديسكوغز (الإنجليزية)
- هاوي مانديل على موقع قاعدة بيانات الفيلم (الإنجليزية)